# 2009 en Guinée-Bissau
2007 en Guinée-Bissau - 2008 en Guinée-Bissau - 2009 en Guinée-Bissau - 2010 en Guinée-Bissau - 2011 en Guinée-Bissau
2007 par pays en Afrique - 2008 par pays en Afrique - 2009 par pays en Afrique - 2010 par pays en Afrique - 2011 par pays en Afrique]

Cet article présente les faits marquants de l'année 2009 en Guinée-Bissau.

## Chronologie

### Janvier 2009
- Lundi 5 janvier 2009  : le général Batista Tagme Na Waie, chef d'état-major des forces armées affirme avoir échappé à une tentative d'assassinat. Trois soldats en faction devant la palais présidentiel auraient ouvert le feu au passage de sa voiture vers 1h00 GMT. En 2004, son prédécesseur, le général Veríssimo Correia Seabra, avait été arrêté par des militaires et criblé de balles dans son bureau en même temps que l'intendant général des armées. Cet assassinat avait été mené par un groupe de soldats de maintien de paix, rentrant du Liberia, qui revendiquaient leur prime et leur solde.

- Lundi 12 janvier 2009 : une grande pirogue chavire près des côtes causant la mort d'une personne et faisant 46 autres disparues.

- Mercredi 28 janvier 2009 : Les autorités de Bosnie-Herzégovine déclarent l'ambassadeur non résident de Guinée-Bissau en Bosnie Desiderius Ostrogon da Costa « persona non grata » en raison de son implication dans des activités criminelles en Bosnie-Herzégovine et dans d'autres pays. Il dispose de 24 heures pour quitter le pays depuis notification de la décision prise à son encontre. En novembre 2003, Desiderius Ostrogon da Costa, avait été arrêté par la police croate qui l'avait accusé de s'être servi de faux documents pour se faire accréditer depuis novembre 1999 comme chargé d'affaires de Guinée-Bissau en Croatie.

### Mars 2009
- Dimanche 1er mars 2009 : le chef d'état-major des forces armées, le général Batista Tagme Na Waie, et six autres personnes ont été tués dans un attentat à la bombe commis contre le quartier général de l'armée à Bissau vers 20h00. Toute la nuit, jusqu'à 4 h 30 du lundi matin se sont ensuivis des combats à l'arme automatique et tirs de roquettes.

- Lundi 2 mars 2009 :

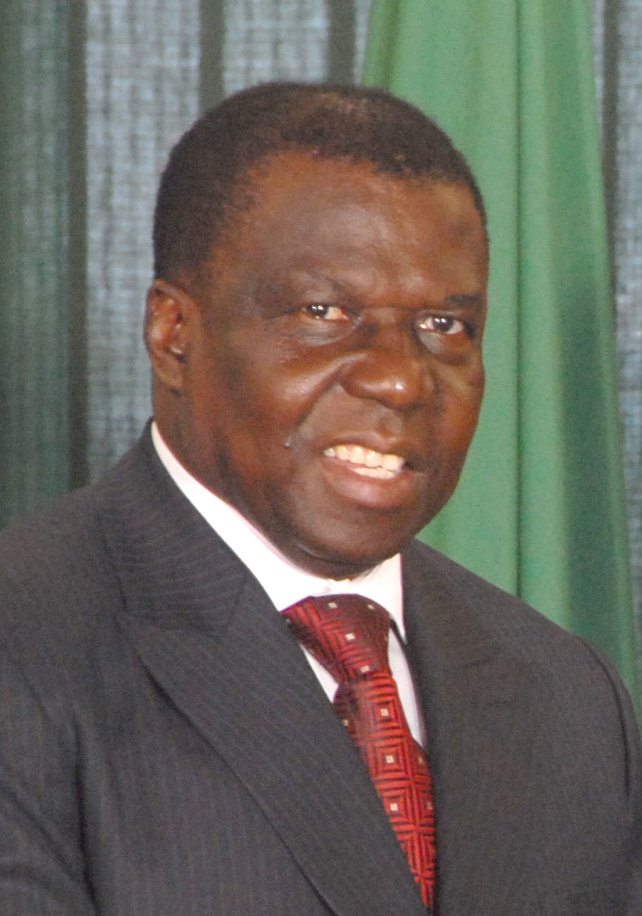
João Bernardo Vieira
(décembre 2005)

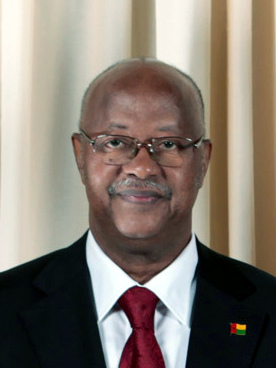
Carlos Gomes Júnior
(septembre 2009)

  - À la suite de l'assassinat du général Batista Tagme Na Waie et des combats de la nuit, le président João Bernardo Vieira (69 ans) a été tué par des militaires dès le matin par représailles. Selon le capitaine de frégate Zamora Induta, responsable des relations extérieures de l'armée : « Le président Vieira a été tué par l'armée au moment où il tentait de fuir sa maison attaquée par un groupe de militaires proches du chef d'état-major Tagmé Na Waié ce matin […] il a été fauché par des balles tirées par ces militaires ». Accusant le chef de l'État d'avoir été « l'un des principaux responsables de la mort de Tagmé », il déclare : « le pays va démarrer maintenant. Cet homme a bloqué tous les élans dans ce petit pays ».
  - Le président de la commission de l'Union africaine, Jean Ping, « condamne fermement » l'assassinat par des militaires du président João Bernardo Vieira, le qualifiant « d'acte criminel ».
  - Selon Idrissa Diallo, président du Parti de l'unité nationale, le pays est depuis longtemps confronté « à une guerre permanente pour le contrôle du pouvoir ». « Structurellement plongée dans l'instabilité », la Guinée souffrirait de la fragilité de ses institutions, d'une corruption endémique de ses classes dirigeantes et de l'emprise du narco-trafic sur son économie.
  - La situation est demeurée calme dans la journée, le grand marché de la capitale a ouvert mais la plupart des magasins en ville sont restés fermés. Le soir, un important dispositif a été déployé sur les points stratégiques principaux (casernes, route principale, base aérienne, aéroport) et la route menant vers le Sénégal est complètement coupée dans la localité de Safin à 15 km au nord de Bissau. L'armée bissau-guinéenne affirme qu'il ne s'agit pas d'un coup d'État et qu'elle respecterait « l'ordre constitutionnel » : « Le président a été tué par un groupe de gens que nous ne connaissons pas »[1].
  - Le secrétaire général de l'ONU, Ban Ki-moon, condamne « ces actes de violence, qui se sont produits après des élections législatives couronnées de succès », « les assassinats du président Joao Bernardo Vieira et du chef d'état-major de l'armée, le général Tagmé Na Waié », et appelle « à maintenir l'ordre constitutionnel et à respecter l'état de droit en ce moment critique […] appelle d'urgence au calme et à la retenue et exhorte les autorités nationales de Guinée-Bissau à enquêter de façon exhaustive sur ces assassinats et à traduire en justice leurs responsables ».
  - Selon la Communauté des pays de langue portugaise (CPLP) réunit à Lisbonne, le président de l'Assemblée nationale de la Guinée-Bissau est chargé de l'intérim et doit organiser une élection présidentielle dans les soixante jours et « les informations faisant état d'un coup d'État sont des spéculations », le premier ministre Carlos Gomes Júnior est à son poste.
  - Le président nigérian Umaru Yar'Adua, qui préside la Communauté économique des États de l'Afrique de l'Ouest (Cedeao), appelle « les forces armées et les autres organes de sécurité de la Guinée-Bissau à s'abstenir de tout acte susceptible de plonger un peu plus le pays dans le chaos et l'instabilité politique ».

- Mardi 3 mars 2009 :
  - Une délégation de la Communauté économique des États de l'Afrique de l'Ouest, conduite par le ministre sénégalais des Affaires étrangères, Cheikh Tidiane Gadio, est arrivée, au lendemain de l'assassinat du président Vieira, pour s'enquérir de la situation et apporter « un message de condoléances du président sénégalais Abdoulaye Wade à la famille des disparus et au peuple bissau-guinéen ». Une délégation de la Communauté des pays de langue portugaise, conduite par le secrétaire d'État portugais à la Coopération, Joao Gomes Carvinho, est aussi arrivée à Bissau : « Il est fondamental de souligner que l'idée des rencontres sera de respecter l'ordre constitutionnel, d'identifier rapidement les besoins immédiats pour que la communauté internationale puisse apporter son aide à la Guinée-Bissau ».
  - Le président de l'Assemblée nationale, Raimundo Pereira devient le nouveau président de la Guinée-Bissau par intérim chargé de mener le pays à de nouvelles élections présidentielles en 60 jours. Il est le vice-président du Parti africain pour l'indépendance de la Guinée et du Cap-Vert (PAIGC), l'ex-parti unique. Il est considéré comme l'homme de confiance de Carlos Gomes Júnior, nommé premier ministre en décembre et qui entretenait de mauvaises relations avec le président assassiné.

- Mardi 10 mars 2009 : Funérailles du président João Bernardo Vieira assassiné le 2 mars.

### Avril 2009
- Mercredi 1er avril 2009 : Le gouvernement repousse au 28 juin, l'élection présidentielle anticipée prévue début mai à la suite de l'assassinat du président João Bernardo Vieira.

- Jeudi 2 avril 2009 : 21 partis d'opposition appellent à la démission du gouvernement après les agressions perpétrées par des militaires contre un ancien premier ministre et un avocat : « Le gouvernement semble incapable de contrôler les militaires […] Trop c'est trop, plus personne n'est à l'abri des brutalités des militaires qui cherchent à tout contrôler. Le gouvernement, ne pouvant rien faire pour mettre un terme à cette terreur, doit tout simplement démissionner pour démontrer qu'il ne cautionne pas l'acte des militaires […] Nos téléphones sont sous écoute, des militaires peuvent débarquer à tout moment dans nos résidences et nous agresser en toute impunité. Nous vivons dans un état dictatorial [… les militaires règnent] en maîtres absolus et le gouvernement ne dit rien ».

### Juin 2009
- Vendredi 5 juin 2009 :
  - La police militaire tue l'ex-ministre de la Défense (2005-2007) Helder Proença, en même temps qu'un de ses gardes du corps et son chauffeur, Il est accusé d'avoir fomenté un complot visant à renverser le président intérimaire Raimundo Pereira et à assassiner le chef d'état-major, le capitaine de frégate José Zamora Induta, ainsi que le chef du gouvernement Carlos Gomes Júnior.
  - Le ministre de l'Administration territoriale et candidat à l'élection présidentielle du 28 juin, Baciro Dabo (50 ans), est tué à Bissau par des hommes de la police militaire « de plusieurs balles ». La victime était un proche du président Joao Bernardo Vieira, assassiné le 2 mars dernier par des militaires. Il était chargé du découpage électoral et de la nomination des préfets et des gouverneurs. Bien que membre du Parti africain pour l'indépendance de la Guinée et du Cap-Vert (ex-parti unique, au pouvoir), il était candidat sans étiquette à la présidentielle[2].
  - La police militaire arrête à son domicile, l'ancien premier ministre, Faustino Fudut Imbali. Emprisonné et soupçonné d'appartenir au complot contre le nouveau pouvoir, il est sévèrement battu[3].

- Samedi 6 juin 2009 : le vice-président de la commission électorale, Antonio Sedja Mam, annonce le report à une date ultérieure de la campagne électorale pour le scrutin présidentiel du 28 juin.

### Juillet 2009
- Dimanche 5 juillet 2009 : la Commission nationale électorale annonce que le second tour de l'élection présidentielle, initialement prévu le 2 août, aura lieu le 26 juillet pour notamment éviter une abstention importante à cause des travaux agricoles, après le premier tour organisé le 28 juin[4].

- Mercredi 29 juillet 2009 : la commission électorale annonce la victoire de Malam Bacai Sanha, candidat du parti majoritaire, le PAIGC (Parti africain pour l'indépendance de la Guinée et du Cap Vert) avec 63 % des suffrages à l'élection présidentielle en Guinée-Bissau, lors du second tour du scrutin, dimanche dernier, battant son adversaire Kumba Yala, crédité de 36 % des suffrages. Ces deux vétérans de la vie politique du pays étaient arrivés en tête au premier tour pour la succession de João Bernardo Vieira, assassiné en mars dernier.

### Septembre 2009
- Mardi 8 septembre 2009 : cérémonie d'investiture du nouveau président élu de la Guinée-Bissau, Malam Bacaï Sanha (62 ans), à Bissau, en présence de 5 chefs d'État africains — Abdoulaye Wade (Sénégal), Blaise Compaoré (Burkina Fasso), Pedro Pires (Cap-Vert), Umaru Yar'Adua (Niger) et Yahya Jammeh (Gambie) —, six mois après l'assassinat par des militaires du président Joao Bernardo Vieira. Au moins 15 000 personnes ont assisté à la cérémonie dans le stade du 24-septembre. Le nouveau président se donne pour priorité de créer un climat « de paix, de réconciliation et de stabilité » dans le pays qui a connu depuis son indépendance en 1974, une série de coups d'État, d'insurrections militaires et d'assassinats politiques[5].

### Décembre 2009
- Samedi 19 décembre 2009 : interrogé à Paris à propos de sa maladie, le président Malam Bacai Sanha déclare de façon évasive : « on parle de chute d'hémoglobine dans le sang. Je ne suis pas médecin. Il est vrai que je souffre aussi de diabète mais ce n'est pas si grave qu'on veut le faire croire », précisant avoir été « longuement sous perfusion ».

- Jeudi 24 décembre 2009 : le ministre de l'Agriculture et ancien ministre de la pêche, Carlos Mussao Baldé, et plusieurs hauts fonctionnaires du secrétariat d'État à la pêche sont suspendus de leurs fonctions, dans le cadre d'une enquête sur des détournements de deniers publics. Principal secteur économique de la Guinée-Bissau, le secteur de la pêche est la cible des enquêteurs, depuis qu'un haut fonctionnaire du secrétariat d'État a dénoncé publiquement l'octroi illégal de licences aux agences asiatiques et le détournement des fonds versés par l'Union européenne. L'Union européenne verse chaque année à la Guinée-Bissau 7,5 millions d'euros pour que des bateaux pavillons européens — thoniers, chalutiers pour la prise de crevettes ou de céphalopodes, etc. — soient autorisés à opérer dans les eaux du pays[6].

- Mercredi 30 décembre 2009 : retour à Bissau du président Malam Bacai Sanha (62 ans) rentré après avoir passé quatre semaines à l'étranger pour raisons médicales. À la suite d'un malaise, il avait été évacué vers Dakar, puis hospitalisé dix jours à Paris, avant de poursuivre sa convalescence aux îles Canaries (Espagne).